# General Motors East Africa
General Motors East Africa Ltd. ist ein Automobil- und Nutzfahrzeughersteller mit Unternehmenssitz in Nairobi, Kenia.

## Geschichte
Das Unternehmen wurde 1975 als Joint-Venture zwischen General Motors und der kenianischen Regierung gegründet. Die Montage von Nutzfahrzeugen begann im zunächst General Motors Kenya Limited genannten Unternehmen zwei Jahre später.
Im Jahr 1992 wurden als Gesellschafter General Motors (45 %), C.Itoh (heute Itochu Corporation, 4 %) und die Regierung (51 %) angegeben. Anteilseigner sind derzeit die GM Asia Pacific Holdings (57,7 %), die Industrial and Commercial Development Corporation (20 %), Centum Investments (17,8 %) und die Itochu Corporation (4,5 %).
Montiert wurden (1992) Fahrzeuge der Marken Opel und Isuzu. Mittlerweile (2016) werden Nutzfahrzeuge von 3,5 bis 15 Tonnen hergestellt, pro Tag rund 22 Fahrzeuge. Zudem werden von GMEA Komplettfahrzeuge der Marken Chevrolet importiert.
Bis 2013 hatte GMEA rund 67.000 Fahrzeuge montiert.
Anfang 2017 wurde bekannt, dass General Motors seinen GMEA-Anteil an Isuzu veräußert hat.